# Antiochos III. (Kommagene)
Antiochos III. Epiphanes (altgriechisch ο Αντίοχος Επιφανής; † 17) war ein König von Kommagene armenisch-griechisch-medischer Abstammung, der um Christi Geburt lebte. Er war ein Sohn und Nachfolger des Mithridates III. und der medischen Prinzessin und Königin von Kommagene Iotapa. Er folgte seinem Vater 12 v. Chr. auf den Thron und herrschte 12 v. Chr. bis 17 n. Chr. Bisher ist sehr wenig über ihn bekannt.
Als Antiochos im Jahr 17 starb, war sein Tod schwerwiegend für das Königreich. Zur Zeit seines Todes befand sich das Reich in politischem Aufruhr. Die Gründe für diese Entwicklung sind unbekannt, aber sie fand statt, als seine Kinder von einer unbekannten Ehefrau, Prinz Antiochos IV. und Prinzessin Iotapa, zu jung waren, um ihren Vater auf den Thron zu folgen und so keine Autorität da war, die zivile Unruhen verhindern und die Bürger Kommagenes vereinen konnte. Seit seinem Tod traten zwei Gruppen hervor: Die eine wurde von Adeligen angeführt und war dafür, Kommagene der Herrschaft des Römischen Imperiums unterzuordnen, und die andere, angeführt von Zivilisten, wollte die Herrschaft des Königs behalten.
Die politischen Gruppen sandten Botschafter nach Rom, um Rat und Hilfe des Imperators Tiberius zu erbitten, um so über die Zukunft Kommagenes zu entscheiden. Die Gruppen waren einer Meinung, als sie Rom wegen der Zukunft des Reiches fragten, und sie waren sich auch der Realität der Politik Roms bewusst und waren bereit die Entscheidung des Tiberius’ zu akzeptieren. Sie waren auch bereit unter Roms Herrschaft zu leben. Als sie also Botschafter nach Rom sandten, markierten sie so das Ende der Unabhängigkeit Kommagenes.
Tiberius entschied sich dafür Kommagene der Provinz Syria anzugliedern. Diese Entscheidung wurde von vielen Bürgern Kommagenes willkommen geheißen, außer von einigen wenigen, die die königliche Familie unterstützten. Kommagene war Teil des Römischen Imperiums, bis Caligula es als Königreich im Jahr 38 wieder herstellte und es den Kindern Antiochos’ übergab.